# Anemia antrorsa
Anemia antrorsa är en ormbunkeart som beskrevs av John T. Mickel. Anemia antrorsa ingår i släktet Anemia och familjen Anemiaceae. Inga underarter finns listade.